# Flora (Illinois)
Flora es una ciudad situada en el condado de Clay, Illinois, Estados Unidos. Tiene una población estimada, a mediados de 2022, de 4719 habitantes.

## Geografía
La localidad está ubicada en las coordenadas 38°39′56″N 88°28′26″O / 38.66556, -88.47389. Según la Oficina del Censo de los Estados Unidos, tiene una superficie de 12.15 km² de tierra 0.001 km² de agua.

## Demografía
Según el censo de 2020, en ese momento la ciudad tenía una población de 4803 habitantes. La densidad de población era de 395.31 hab./km². El 92.30% de los habitantes eran blancos, el 0.46% eran afroamericanos, el 0.44% eran amerindios, el 1.23% eran asiáticos, el 1.12% eran de otras razas y el 4.46% eran de una mezcla de razas. Del total de la población, el 2.42% eran hispanos o latinos de cualquier raza.